# Hipercelo število
Hipercelo število (oznaka za množico hipercelih števil {\displaystyle ^{*}\mathbb {Z} }) je v nestandardni analizi hiperrealno število, ki je enako svojemu celoštevilčnemu delu. Hipercelo število je lahko končno ali neskončno. Končna hipercela števila so običajna cela števila. 
Celi del števila {\displaystyle x\,} lahko zapišemo kot 
{\displaystyle [x]}
in je definiran kot največje celo število, ki ni večje od {\displaystyle x\,}. Določimo ga lahko za vsa hiperrealna števila. 
Po načelu prenosa nestandardne analize, obstoja tudi naravna razširitev, ki velja za vsa hiperrealna števila:
{\displaystyle ^{*}[\,.\,]}.
Pravimo, da je {\displaystyle x\,} hipercelo število, če je
{\displaystyle x={}^{*}\![x]}
Množica hipercelih števil {\displaystyle ^{*}\mathbb {Z} }
je notranja podmnožica množice hiperrealnih števil. 
Pri tem pa množica končnih hipercelih števil ni notranja podmnožica. Obratna vrednost neskončnih celih števil je infinitezimala. Pozitivna hipercela števila se imenujejo tudi hipernaravna števila, ki jih označujemo z {\displaystyle ^{*}\mathbb {N} } (množico naravnih števil pa označujemo z {\displaystyle \mathbb {N} }). 